# بوم‌ریخت‌شناسی

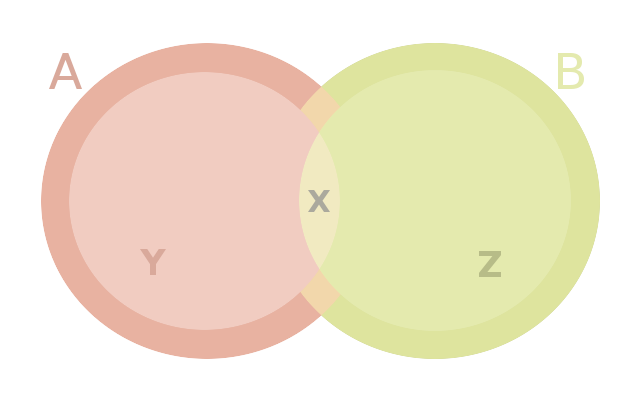
نمایش ساده‌شده یک کنام بوم‌شناختی که در آن A و B به ترتیب سوله‌های اساسی گونه ۱ و گونه ۲ را نشان می‌دهند. Z کنام تحقق‌یافته گونه ۲ و X کنام با همپوشانی دارند، جایی که رقابت بین گونه‌ها رخ می‌دهد.

بوم‌ریخت‌شناسی یا اکومورفولوژی (به انگلیسی: Ecomorphology) یا مورفولوژی اکولوژیکی مطالعه رابطه بین جایگاه بوم‌شناختی یک فرد و سازگاری‌های ریخت‌شناسی آن است. اصطلاح «ریخت‌شناختی» در اینجا در زمینهٔ تشریحی است. هم ریخت‌شناختی و هم بوم‌شناسی نشان داده شده توسط یک جاندار به‌طور مستقیم یا غیرمستقیم تحت تأثیر محیط آنها قرار می‌گیرند و بوم‌ریخت‌شناسی با هدف شناسایی تفاوت‌ها می‌باشد. تحقیقات کنونی بر پیوند ریخت‌شناسی و جایگاه بوم‌شناختی با اندازه‌گیری کارکرد صفات (یعنی سرعت دویدن، نیروی گاز گرفتن و غیره) رفتارهای مرتبط و نتایج برازش اندام روابط تأکید می‌کند.
پژوهش‌های بوم‌ریخت‌شناسی کنونی بر روی یک رویکرد کاربردی و کاربرد در علم متمرکز است. گسترش این زمینه از پژوهش‌ها بیشتر در بحث دربارهٔ تفاوت بین ساختار بوم‌شناختی و ریخت‌شناختی یک جاندار زنده استقبال می‌کند.
در ایران، «بوم‌ریخت‌شناسی آبزیان»، یکی از سرفصل‌های رشته شیلات در مقطع دکتری است.